# Breitenthal (Schwaben)
Breitenthal este o comună din regiunea guvernamentală (Regierungsbezirk) Schwaben, landul Bavaria, Germania. Din cauză că există mai multe localități cu acest nume, când e nevoie se specifică așa: Breitenthal (Schwaben).